# Ramiro Garcés de Viguera

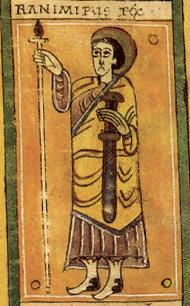
Ramiro Garcés.
Grabado del Códice Vigilano.

Ramiro Garcés (c. 945 – m. 9 de julio de 981) fue el primer rey de Viguera, desde 970 hasta su muerte. 

## Biografía
Era el hijo de García Sánchez I de Pamplona y de su segunda mujer, Teresa Ramírez, posiblemente hija de Ramiro II de León y la reina Adosinda Gutiérrez. Algunos autores sugieren que su padre le dejó en herencia la región de Viguera con el título de rey debido a las presiones de Teresa quien intentó que el rey desheredara al primogénito Sancho II de Pamplona.
Ramiro era un subregulus y vasallo de su hermano. En 975 intentó una redada en el territorio musulmán vecino, pero fue derrotado en la batalla de Estercuel el 6 de julio.
Fuentes árabes informan que murió en la batalla de Torrevicente, entre Atienza y Gormaz, en 981, donde él y García Fernández de Castilla lucharon contra Almanzor en apoyo del rebelde cordobés Gálib. Tuvo dos hijos conocidos, Sancho y García quienes heredaron el reino.